# Xiang Xiang
Xiang Xiang (25 sierpnia 2001 – 19 lutego 2007) była  pierwszą pandą wypuszczoną na wolność po dorastaniu w niewoli.
Panda (rodzaju męskiego) urodziła się w Wolong Panda Research Center w prowincji Syczuan. Xiang Xiang przebył trzyletnie szkolenie mające na celu przygotowanie do przetrwania w środowisku naturalnym. Po założeniu w kwietniu 2006 r. obręczy radiolokacyjnej pandę uwolniono i śledzono w celu sprawdzenia przemieszczania się i zwyczajów żywieniowych. Mimo tego obszernego przygotowania Xiang Xiang został znaleziony martwy mniej niż rok po jego wypuszczeniu. Agencja Informacyjna Xinhua ogłosiła śmierć Xiang Xianga 31 maja 2007, trzy miesiące od incydentu, podając "potrzebę pełnego dochodzenia" jako powód opóźnienia. Naukowcy ustalili, że prawdopodobną przyczyną zgonu Xiang Xiang był upadek z wysokości.